# آلفردو گیرا
آلفردو گیرا (اسپانیایی: Alfredo Ghierra‎؛ زاده ۳۱ اوت ۱۸۹۱ – درگذشته ۱۶ نوامبر ۱۹۷۳) بازیکن فوتبال اهل اروگوئه بود.
از باشگاه‌هایی که در آن بازی کرده‌است می‌توان به باشگاه ورزشی دفنسور، باشگاه فوتبال ناسیونال اروگوئه اشاره کرد.